# Río Camaces
El Camaces es un río afluente del Huebra por su margen izquierda, en la provincia de Salamanca, Castilla y León, España.

## Curso
Nace al este del término municipal de Olmedo de Camaces y desemboca en el río Huebra dentro del término municipal de Hinojosa de Duero. En esta zona el río da lugar al Cachón del Camaces, una pequeña cascada muy conocida en la zona. En un meandro situado entre los términos municipales de Lumbrales y Bermellar se encuentra situado el asentamiento vetón del Castro de Las Merchanas.